# Symmetrodes nitens
Symmetrodes nitens är en fjärilsart som beskrevs av Edward Meyrick 1886. Symmetrodes nitens ingår i släktet Symmetrodes och familjen björnspinnare. Inga underarter finns listade i Catalogue of Life.